# Полліна
Полліна (італ. Pollina, сиц. Puòddina) — муніципалітет в Італії, у регіоні Сицилія, метрополійне місто Палермо.
Полліна розташована на відстані близько 460 км на південь від Рима, 75 км на схід від Палермо.
Населення — 2993 особи (2014).

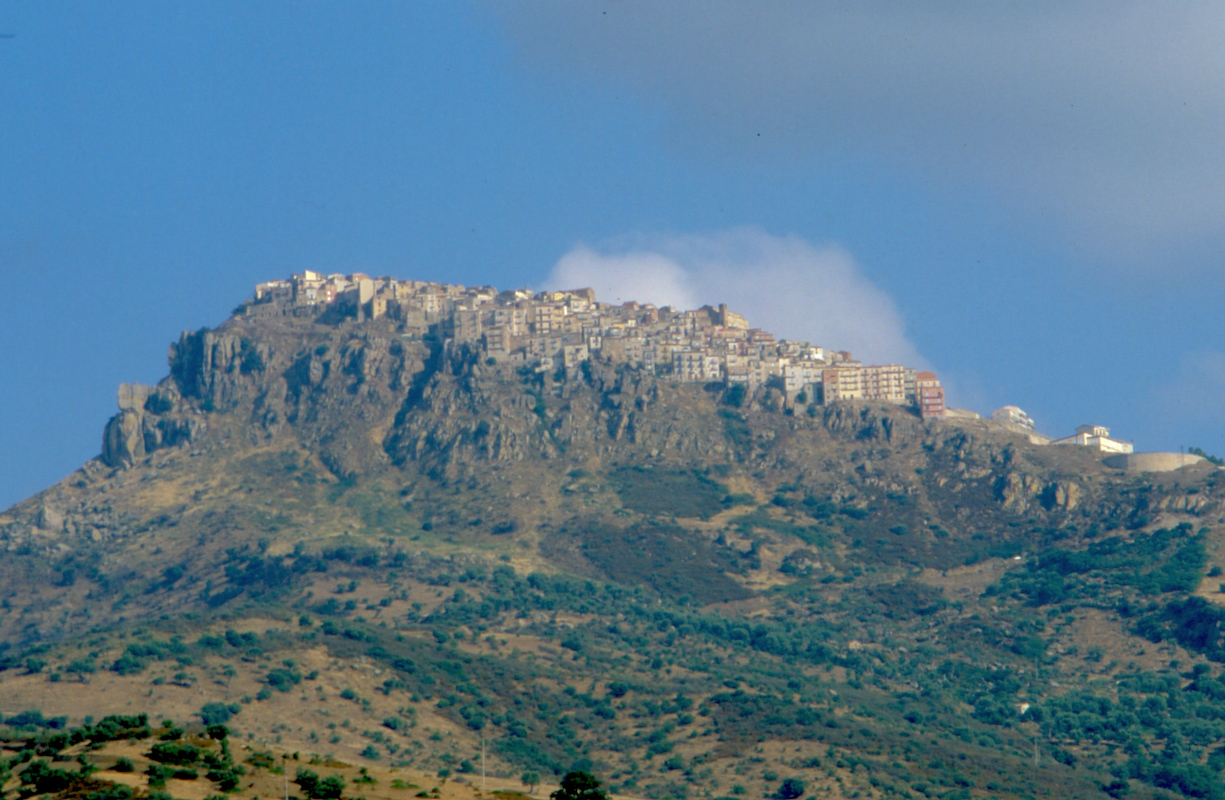

Щорічний фестиваль відбувається другої неділі липня. Покровитель — San Giuliano.

## Демографія
Населення за роками:

Станом на 1 січня 2023 року в муніципалітеті офіційно проживало 29 іноземців з 13 країн, серед них 20 громадян країн Євросоюзу та 1 громадянин України.

## Сусідні муніципалітети
- Кастельбуоно
- Чефалу
- Сан-Мауро-Кастельверде